# Incisocalliope newportensis
Incisocalliope newportensis är en kräftdjursart som beskrevs av J. L. Barnard 1959. Incisocalliope newportensis ingår i släktet Incisocalliope och familjen Pleustidae. Inga underarter finns listade i Catalogue of Life.